# Conus vexillum
Conus vexillum är en snäckart som beskrevs av Johann Friedrich Gmelin 1791. Conus vexillum ingår i släktet Conus och familjen kägelsnäckor (Conidae). Snäckan blir 2,7–18,6 cm lång. Den förekommer i indo-pacifiska regionen.

## Utseende
Vit bas med orange färg över, som ofta mynnar ut i mörkare orange streck. Toppen av snäckan färgas av ett irreguljärt vitt och mörkbrunt mönster. Flera olika varianter eller former finns beskrivna.

## Bildgalleri

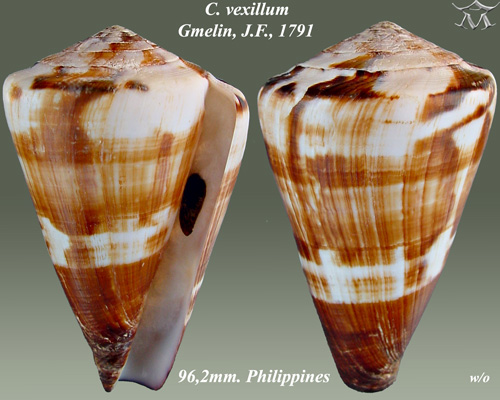
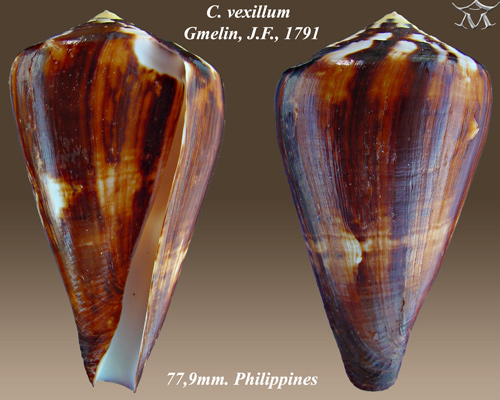
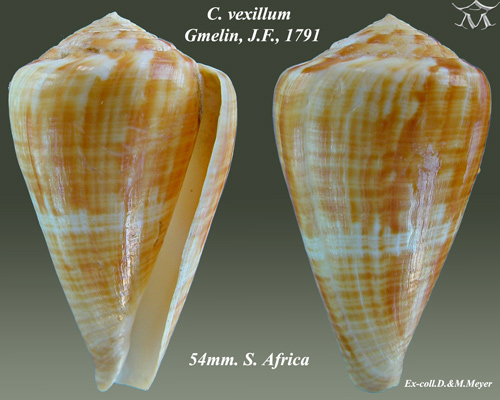